# Billy Zane
William George „Billy“ Zane, Jr. (* 24. února 1966 Chicago, Illinois) je americký herec a režisér. Herecký talent získala i jeho sestra Lisa Zane (Pohotovost) po svých rodičích. Jeho počátky byly už na střední škole, kde hrával v muzikále. Nějaký čas herectví i studoval, ale po čase ho přerušil. Jeho první film byl Návrat do budoucnosti (1985) režisérem byl Robert Zemeckis. Následoval hororový snímek Critters. A posléze našel uplatnění v seriálu Městečko Twin Peaks.

## Filmografie
- Spolubydlící (2011)
- Hanebný pancharti (2009)
- Muž který měl zemřít (2008)
- Tři (2005)
- Svatý boj (2001)
- Zoolander (2001)
- Titanic (1997)
- Mlčení šunek (1994)
- Italské námluvy (1994)
- Tombstone (1993)
- Orlando (1992)
- Městečko Twin Peaks (1990)
- Critters (1986)
- Návrat do budoucnosti (1985)

a další...